# Ernesto Elorduy
Ernesto Elorduy Médine (11 décembre 1853 - 6 janvier 1913) est un pianiste et compositeur mexicain, un des plus importants de la fin de la période romantique mexicaine.

## Biographie
Ernesto Elorduy a été un personnage singulier qui a vécu durant la seconde moitié du XIXe siècle et dans les premières années du XXe. Sa musique pour piano, romantique par nature, lui a permis de s'exprimer dans un langage de l'époque auquel il a ajouté des ingrédients qu'il a sélectionné en toute liberté. Il a composé des pièces avec des rythmes de danse ou inspirées de diverses danses qui se pratiquaient dans les salons XIXe siècle. La musique de Elorduy a captivé la société mexicaine qui s'est surprise à écouter l'expression personnelle d'un homme bon vivant aimant le rire et ses amis ; malgré sa simplicité qui lui faisait ne pas prétendre écrire des grandes œuvres, il a écrit petites grandes pièces pleines de sa propre vérité.

## Elorduy, homme de monde
Ernesto Elorduy est né le 11 décembre 1853 à Zacatecas, Mexique. À douze ans, il perd ses parents et il hérite d'une grande fortune avec son frère. Tous les deux voyagent à travers l'Europe en 1871 et Ernest, qui a alors 18 ans, y reste durant vingt ans. Il résidait dans plusieurs pays du vieux continent et connait aussi bien la Turquie que les Balkans où il voyage en 1880, régions qui influenceront ses compositions, par exemple les pièces pour piano Airam, Aziyadé ou la Serenata áraba. 
Ernesto avait commencé le piano durant son enfance et il a la possibilité en Europe d'étudier avec des grands maitres : d'abord en Allemagne, il vit à Hambourg plusieurs années où il fréquente le conservatoire, avec Clara Schumann, Joachim Raff, Carl Reinecke et Anton Rubinstein puis en France avec Georges Mathias qui avait été élève de Chopin. En particulier, il dédie sa première composition, la valse A orillas del Elba, à Rubinstein.
Il vit à Paris de 1880 à 1884. Entre 1884 et 1891, il occupe différents postes diplomatiques pour le Mexique aussi bien en France qu'en Espagne, il est en particulier consul à Marseille, Santander et Barcelone
En 1889, il se marie avec Trinité Payno, fille de l'écrivain Manuel Payno (es).
Il retourne au Mexique en 1891 et travaille comme pianiste ; il joue principalement ses propres œuvres. Entre 1901 et 1906, Elorduy enseigne au Conservatoire de Mexico.
Il meurt à Mexico le 6 janvier 1913.

## Œuvre
Il a composé une grande quantité de pièces pour piano seul et il est considéré comme le principal compositeur mexicain de mazurkas, mais il a aussi écrit des œuvres pour voix et piano, des pièces chorales et symphoniques et un opéra en un acte, Zulema (es), dont l'orchestration est de Ricardo Castro. 
Nombre des œuvres d'Elorduy ont été publiées de son vivant par les éditeurs mexicains les plus importants de l'époque : H. Nagel Et Sucs., Wagner Et Levien et Otto et Arzoz. 
Pendant le XXe siècle, la production musicale de Elorduy n'a pas reçu attention quelque par part des éditeurs musicaux et il n'est pas jusqu'au XXIe siècle, de la main de la maison éditoriale Mozaic Editions, lorsque se revient à rééditer l'œuvre de ce compositeur.